# Monety lokalne inflanckie (1572–1573)

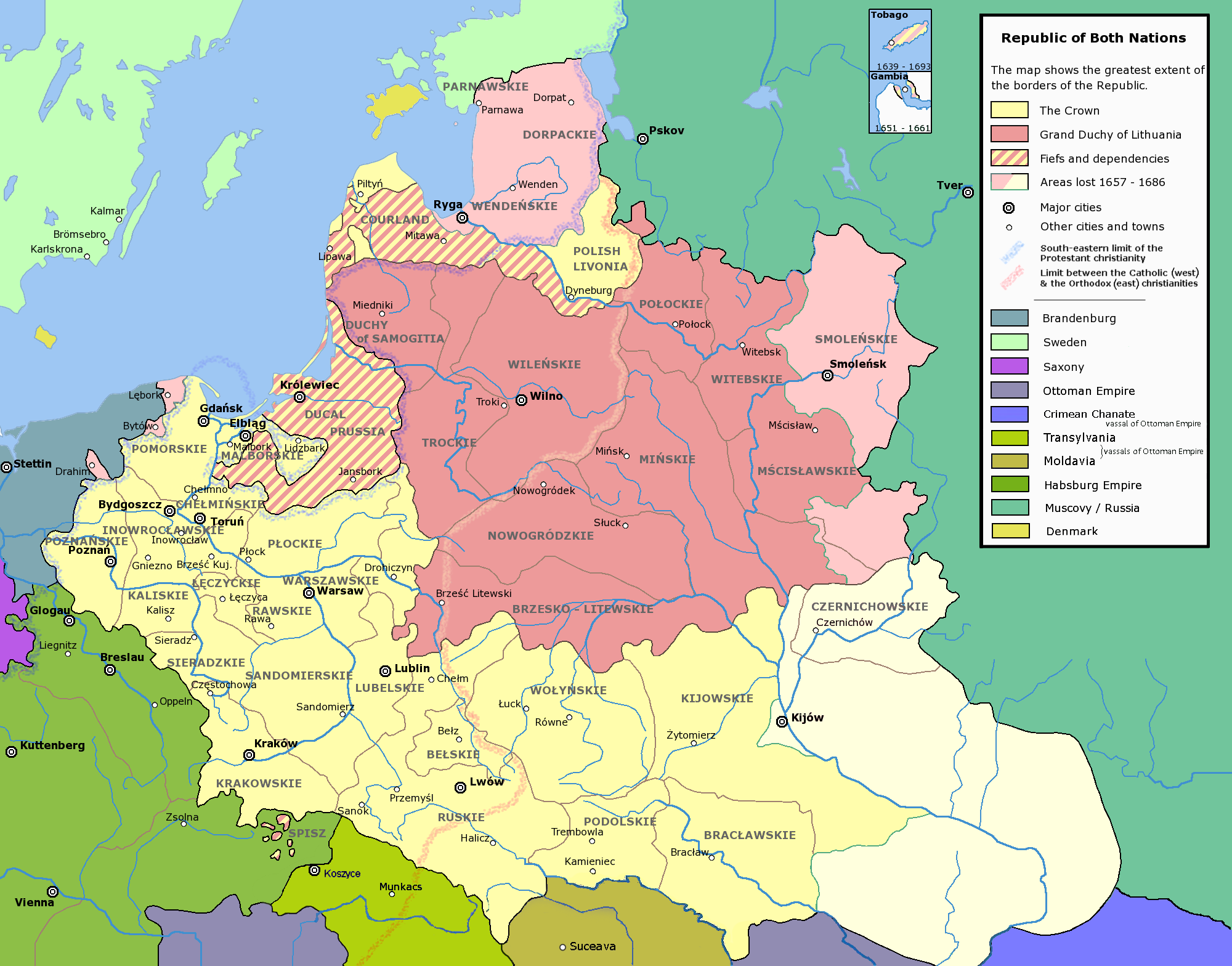
Inflanty jako część Rzeczypospolitej Obojga Narodów

Monety lokalne inflanckie – monety emitowane w latach 1572–1573 według systemu liwońskiego na polecenie Zygmunta II Augusta dla opłacenia wojsk najemnych stacjonujących w Inflantach. Monety wybijano w okresie bezkrólewia (Zygmunt August zmarł 7 lipca 1572 r.), więc nie noszą imienia i tytulatury królewskiej.
Na mocy układu wileńskiego z 28 listopada 1561 r. zwierzchnością litewską zostały objęte Inflanty, czyli Liwonia, którą podzielono na:  
- Księstwo Inflanckie włączone do Litwy (decyzję skorygowała później unia lubelska – Inflanty zostały wspólnym kondominium polsko-litewskim), oraz
- lenne Księstwo Kurlandii i Semigalii[2].

Państwo polsko-litewskie w prowadzonych działaniach wojennych na terenie Inflant posługiwało się również najemnikami. Wojna, zakończona rozejmem w 1570 r., przyniosła Rzeczypospolitej ogromne straty w ludziach, a wydatki skarbu sięgnęły dwóch milionów złotych – w kwocie tej mieścił się również żołd oddziałów najemnych. 
Rozejm z Moskwą sprawił, że najemnicy stacjonowali bezczynnie na tym terenie. W Parnawie, przy granicy z Estonią zajętą przez Szwedów, stacjonowało 400 rajtarów i 100 piechurów, najętych kosztem 4000 talarów miesięcznie. Żądali oni wypłaty zaległego żołdu w kwocie 400 000 talarów. Najemnicy, głównie Niemcy, zagrozili, że nie opuszczą obsadzonego zamku do czasu uregulowania zobowiązań wobec nich. 

## Lokalna emisja monet
Kwestia wypłaty żołdu doprowadziła do emisji przez Rzeczpospolitą lokalnych monet inflanckich. 
W sytuacji przymusowej Zygmunt August polecił swemu sekretarzowi Walentynowi Iberfeldowi zająć się wypłatą zaległości. Iberfeld środki na ten cel zapewne miał pozyskać z dochodów dóbr królewskich w Inflantach. Sekretarz z powierzonego zadania wywiązał się stosunkowo szybko i dobrze, bo zadłużenie wobec parnawskiego garnizonu zmniejszyło się do kwoty 82 000 talarów. Iberfeld dla uzyskania takiego efektu przypuszczalnie użył również własnych pieniędzy.
Nadal jednak Rzeczpospolita zalegała najemnemu wojsku zaciężnemu sporą kwotę, o którą upominali się „zdobywcy” Parnawy. To pociągnęło za sobą zgodę monarchy na przebicie 20 800 grzywien srebra na talary 30-groszowe, próby zaledwie 10-tej. W tym celu król przydzielił Iberfeldowi do pomocy dworzanina Jakuba Hinczę. Zyskiem z bicia monet chciano pokryć wierzytelności.  
Początkowo w Kirchholmie miały być bite jednozłotowe klipy równe 4 markom ryskim („List na klipingową monetę ziemi Inflanthskiei” z 28 września 1570 r., podpisany osobiście przez króla). Do emisji jednak nie doszło. Okazało się, że potrzebna była drobna moneta. W następnym roku Zygmunt August zezwolił więc na przebicie dodatkowych 6000 (razem 26 800) grzywien na pieniądz zdawkowy czterech gatunków, przy czym zastrzegł, aby na pieniądzach pojawiły się znaki królewskie („List na drobną mynczę Inflanthską” z 16 czerwca 1571 r.). 
Ostatecznie mennicę urządzono na zamku Dalem (niem. Dahlen lub Dahlholm, łot. Dole) nad Dźwiną, niedaleko Rygi. Sprawnie poradzono sobie z zagadnieniami technicznymi i obsadą, bo już w 1572 r. pojawiły się pierwsze monety – tak przynajmniej można sądzić z dat na nich umieszczonych. Nie jest wiadome czy zadłużenie spłacono ratami, w miarę prowadzonej produkcji monet, czy jednorazowo po jej zakończeniu. 

## System monetarny
W Inflantach do układu wileńskiego z 1561 r. panował system monetarny różniący się od polskiego, ukształtowany pod wpływem dolnosaskiego i skandynawskiego. System rachunkowo-pieniężny, na podstawie którego realizowano lokalną emisję królewską, ilustruje tabela:
|          | Szeląg | Ferding | Półmarka | Marka |
| Szeląg   | 1      | 1/9     | 1/18     | 1/36  |
| Ferding  | 9      | 1       | ½        | ¼     |
| Półmarka | 18     | 2       | 1        | ½     |
| Marka    | 36     | 4       | 2        | 1     |

W stosunku do systemów pieniężnych Korony i Litwy, przy relacji: 
4 grosze litewskie = 5 groszom polskim,
moneta inflancka kształtowała się następująco: 
- 1 marka inflancka = 6 groszy litewskich = 7½ grosza polskiego,
- 4 marki inflanckie = 1 talar = 24 grosze litewskie = 30 groszy polskich.

Monety z Dahlholm nawiązywały do systemu pieniężnego upowszechnionego w Inflantach, jednak  zastosowano do nich obowiązującą w Rzeczypospolitej grzywnę krakowską, a nie tamtejszą ryską (grzywna krakowska = 201,802 grama, grzywna ryska = 207,8 grama).  
Stopę menniczą lokalnych monet inflanckich przedstawiono w tabeli: 
| Gatunek  | Sztuk z grzywny krakowskiej | Masa (gramy) | Czystego srebra (gramy) | Próba |
| -------- | --------------------------- | ------------ | ----------------------- | ----- |
| Szeląg   | 200                         | 1,009        | 0,095                   | 93,7  |
| Ferding  | 72                          | 2,803        | 0,876                   | 312,5 |
| Półmarka | 36                          | 5,606        | 1,752                   | 312,5 |
| Marka    | 18                          | 11,211       | 3,503                   | 312,5 |

## Monety
Na wszystkich monetach znalazł się gryf inflancki z łapą uzbrojoną w miecz. Symbol ten stał się godłem Inflant, nadanym ziemi tej przez Zygmunta Augusta w 1566 r. Wyobrażenie gryfa otaczała legenda: 

DVCATVS LIVONIAE

Natomiast druga strona charakteryzowała się dwoma typami rozwiązań:
- szelągi opatrzono cyfrą „I” i dwuwierszowym napisem:

SCHIL
LING

oraz skrótowo podaną datą – 72. Nie umieszczono na nich ani Orła, ani Pogoni.
- na ferdingach, półmarkach i markach podkreślono emitenta tarczami herbowymi Korony i Litwy. Na monetach tych oznaczono nominał, odpowiednio:

FERD(ing)

lub

HALB
MARCK

albo 

EIN
MARCK

Pod tarczami podano rok bicia (1573), przy czym na ferdingach tylko ostatnie dwie cyfry (73).
W otoku znajdowała się typowa formuła: 

MONETA NOVA ARGENTEA

Pieniądz ten, którego emitentem była Rzeczpospolita Obojga Narodów miał charakter wybitnie regionalny, lokalny i przeznaczony był jedynie na zaspokojenie ściśle określonych potrzeb. Zygmunt August, podejmując taką decyzję, wykazał dobrą znajomość miejscowej sytuacji i rynku pieniężnego.
Monety wybite na zamku Dahlholm w latach 1572–1573, od nazwiska ówczesnego administratora Inflant – Jana Chodkiewicza, nazywane są „chodkiewiczowskimi”.  
Monety nie miały bezpośrednio związku z mennictwem lennym Kurlandii, gdyż dzielił je status emitenta. Miały jednak cechy wspólne, choćby elementy wyobrażeń i miejsce wybicia.  

### Szeląg
- średnica: 18–19 mm,
- masa: 1,12 grama,
- awers: herb Inflant – Gryf,
- rewers: napis: *I*  / SCHL / ING.,
- rocznik: 1572,
- stopień rzadkości: R3[7].

### Ferton
- średnica: 24 mm,
- masa: 2,6 grama,
- awers: herb Inflant – Gryf,
- rewers: herby Korony i Litwy oraz napis: FERD.,
- rocznik: 1573,
- stopień rzadkości: R7[7].

### Półmarka
- średnica: 28–29 mm,
- masa: 5,3 grama,
- awers: herb Inflant – Gryf,
- rewers: herby Korony i Litwy oraz napis: HALB / MARK.,
- rocznik: 1573,
- stopień rzadkości: R5[7].

### Marka[8]
- średnica: 34 mm,
- masa: 11,15 grama,
- awers: herb Inflant – Gryf,
- rewers: herby Korony i Litwy oraz napis: EIN / MARCK.,
- rocznik: 1573,
- stopień rzadkości: R8[7].